# 幸せなひとりぼっち
『幸せなひとりぼっち』（しあわせなひとりぼっち、En man som heter Ove）は2015年のスウェーデンのコメディドラマ映画。
監督はハンネス・ホルム、出演はロルフ・ラッスゴードとバハール・パルスなど。
原作はフレドリック・バックマンの2012年の同名小説で、妻を亡くし、職も失って生きる希望をなくした59歳の偏屈で孤独な男が近所に越してきたイラン人女性とその家族との交流を通じて再生していく姿をユーモアを交えて描いている。
第89回アカデミー賞では外国語映画賞とメイクアップ&ヘアスタイリング賞にノミネートされた（受賞はならず）。

## ストーリー
最愛の妻ソーニャを亡くしたばかりの59歳の男オーヴェは、口うるさい偏屈な老人として近所から煙たがられている存在である。ある日、43年勤め続けた鉄道会社をクビになったオーヴェは、生きる希望を失い、首をつって死のうとするが、向かいに越してきたイラン人女性パルヴァネとその家族の騒々しさに自殺を邪魔をされてしまう。以降も、陽気な彼女の遠慮のない言動に何度も自殺を邪魔されたオーヴェは彼女の存在を疎ましく思うが、彼女とその家族と接するうちに徐々に心境に変化が生まれてくる。その一方で、オーヴェは幼い日の亡き父との慎ましくも穏やかだった生活や若き日のソーニャとの運命的な出会い、彼女との幸せな日々、そして2人に起きた悲劇を思い出す。

## キャスト
※括弧内は日本語吹替
- オーヴェ: ロルフ・ラッスゴード（スウェーデン語版）（真田雅隆） - 59歳のスウェーデン人男性。鉄道会社のベテラン整備工。愛妻を亡くし人生に絶望している。
  - 若年期: フィリップ・バーグ（スウェーデン語版）（畠山豪介）
- ソーニャ: イーダ・エングヴォル（スウェーデン語版）（舞原ゆめ） - 半年前に亡くなったオーヴェの妻。元教師。
- パルヴァネ: バハール・パルス（スウェーデン語版）（まつゆみとも） - イラン人女性。スウェーデン人の夫との間に2女を持ち、3人目の子を妊娠中。

## 作品の評価
本国スウェーデンでは同時期に公開された『スター・ウォーズ/フォースの覚醒』を抑えて、ボックスオフィスのトップとなり、160万人を越える動員（スウェーデン国民の約5人に1人）を記録してスウェーデン映画史上歴代3位となる興行成績を樹立した他、ボックスオフィスで5週連続1位を記録し、口コミでの評判で5ヶ月を超えるロングランとなった。
また、スウェーデンの映画賞であるゴールデン・ビートル賞で主演のロルフ・ラッスゴードが本人にとって2度目となる主演男優賞を受賞した他、第89回アカデミー賞では外国語映画賞とメイクアップ&ヘアスタイリング賞にノミネートされた（受賞はならず）。
Rotten Tomatoesによれば、批評家の一致した見解は「『幸せなひとりぼっち』の愛すべき誠実さ、そして主演のロルフ・ラッスゴードの深い悲しみをたたえた硬質な演技が過度な感傷に陥らないようにしている。」であり、115件の評論のうち高く評価しているのは90%にあたる104件で、平均して10点満点中7.19点を得ている。
Metacriticによれば、21件の評論のうち、高評価は18件、賛否混在は3件、低評価はなく、平均して100点満点中70点を得ている。

## 書籍情報
早川書房（ハヤカワ文庫NV） （2016年10月発行）
- 「幸せなひとりぼっち」ISBN 978-4150413941　翻訳 坂本あおい

## リメイク
2022年、『オットーという男』としてハリウッドリメイクされた。マーク・フォースター監督、トム・ハンクス主演兼製作。